# Виняр, Григорий Абрамович
Григорий Абрамович Виняр (род. 1 февраля 1948, Красноярск) — советский бегун-марафонец. Выступал на всесоюзном уровне в 1970-х годах, победитель Спартакиады народов СССР, чемпион СССР, обладатель Кубка СССР, призёр первенств всесоюзного значения. Представлял Ленинград, спортивное общество «Локомотив» и Вооружённые силы. Мастер спорта СССР. Тренер по лёгкой атлетике.

## Биография
Григорий Виняр родился 1 февраля 1948 года в Красноярске. Занимался лёгкой атлетикой в Ленинграде под руководством тренера Ю. Ф. Никифорова, выступал за добровольное спортивное общество «Локомотив» и Советскую Армию. Окончил Ленинградский Военно-механический институт (1972).
Первого серьёзного успеха на всесоюзном уровне добился в сезоне 1973 года, когда с результатом 2:17:37.4 одержал победу на Кубке СССР по марафону в Ужгороде — тем самым выполнил норматив мастера спорта СССР. Позднее также занял 21-е место на чемпионате СССР по марафону в Москве, показав время 2:22:15.
В 1974 году финишировал четвёртым на чемпионате СССР по бегу на 30 км в Евпатории.
В 1975 году с результатом 2:15:39 стал четвёртым на марафоне в Ужгороде, с личным рекордом 2:15:28 превзошёл всех соперников на чемпионате страны в рамках VI летней Спартакиады народов СССР в Москве.
В мае 1976 года показал восьмой результат на Дембненском марафоне в Польше (2:16:29.2).
В 1978 году с результатом 2:18:53 был пятым на чемпионате СССР по марафону в Москве.
После завершения спортивной карьеры проявил себя на тренерском поприще, в 1978—1989 годах работал тренером в ленинградской Школе высшего спортивного мастерства, занимал должность старшего тренера Ленинграда по лёгкой атлетике, являлся тренером сборной СССР по марафону. В 1990 году переехал на постоянное жительство в США, где продолжил тренерскую деятельность.